# Mouriri collocarpa
Mouriri collocarpa là một loài thực vật có hoa trong họ Mua. Loài này được Ducke mô tả khoa học đầu tiên năm 1940.